# ソラリオステークス
ソラリオステークス（英: Solario Stakes）は、イギリスの2歳サラブレッドによる重賞競走である。サンダウン競馬場の7ハロン（約1408メートル）で行われ、8月下旬から9月上旬に行われる。2014年の格付けはG3。

## 歴史
この競走は1947年に創設された。イギリスでグループ制が導入された後もしばらくはソラリオステークスはリステッドレースに格付けされていた。
その間、1970年代の終わりから1980年代にかけてヘンリー・セシル調教師が次々と勝ち馬を出しており、リファーズウィッシュ（1978年）、ザフォート（1982年）、オーソーシャープ（1984年）、サンキリコ（1987年）、ハイエステイト（1988年）、ビーマイチーフ（1989年）と6勝をあげている。特にオーソーシャープは翌1985年に牝馬三冠を達成した。さらに翌年、1986年にソラリオステークスはG3に昇格した。
出世レースとしても知られ、レイヴンズパス、キングマン、マサー、トゥーダーンホットがこのレースを勝利したのちG1馬になっている。

### レース名の由来
ソラリオは1920年代にアスコットダービーとセントレジャーに勝ち、リーディングサイアーにもなった馬である。

### スポンサー
かつてソラリオステークスは、サンダウン競馬場の「バラエティ・クラブ・デイ開催」に行われていた。これは慈善団体のバラエティ・クラブが毎年開催するチャリティ開催だった。2011年の開催はバラエティ・クラブの一環として「サンシャイン・コーチ・チャリティ開催」として行われた。
2012年はバラエティ・クラブ・デイ開催が8月に移動になったため、ソラリオステークスの新しいスポンサーはキャンディ・キトゥン（Candy Kittens）になった。
2014年はヨーロピアンウェルス（European Wealth）がスポンサーになっている。

## 記録

### 最多勝利
- 騎手 - 6勝
  - レスター・ピゴット
- 調教師 - 6勝
  - ヘンリー・セシル

### 歴代勝馬
＊印は日本輸入馬を示す。

### 1947 - 1985年
- 1947: Panair
- 1948: Suntime
- 1949: Scratch
- 1950: Turco II

- 1951: ＊ゲイタイム
- 1952: March Past
- 1953: Barton Street
- 1954: North Cone
- 1955: Castelmarino
- 1956: Nagaika
- 1957: Aggressor
- 1958: Pindari
- 1959: Intervener
- 1960: Dual
- 1961: Hidden Meaning
- 1962: ＊ハッピーオーメン
- 1963: Penny Stall
- 1964: Rehearsed
- 1965: Charlottown
- 1966: Speed of Sound
- 1967: ＊リマンド
- 1968: Murrayfield
- 1969: Miracle
- 1970: Athens Wood

- 1971: Meadow Mint
- 1972: Duke of Ragusa
- 1973: 開催なし
- 1974: 開催なし
- 1975: Over to You
- 1976: Avgerinos
- 1977: Bolak
- 1978: ＊リファーズウィッシュ
- 1979: Rankin
- 1980: To-Agori-Mou
- 1981: Silver Hawk
- 1982: The Fort
- 1983: Falstaff
- 1984: Oh So Sharp
- 1985: Bold Arrangement

### 1986年 -
- 1986: Shining Water
- 1987: ＊サンキリコ
- 1988: ＊ハイエステイト
- 1989: Be My Chief
- 1990: Radwell
- 1991: Chicmond
- 1992: White Crown
- 1993: Island Magic
- 1994: Lovely Millie
- 1995: Alhaarth
- 1996: Brave Act
- 1997: Little Indian
- 1998: Raise a Grand
- 1999: Best of the Bests
- 2000: King's Ironbridge

- 2001: Redback
- 2002: Foss Way
- 2003: Barbajuan
- 2004: Windsor Knot
- 2005: Opera Cape
- 2006: Drumfire
- 2007: Raven's Pass
- 2008: Sri Putra
- 2009: Shakespearean
- 2010: Native Khan
- 2011: Talwar
- 2012: Fantastic Moon
- 2013: Kingman
- 2014: Aktabantay
- 2015: First Selection[6]
- 2016: South Seas[7]
- 2017: Masar[8]
- 2018: Too Darn Hot[9]
- 2019: Positive[10]
- 2020: Etonian
- 2021: Reach for the Moon
- 2022: Silver Knott[11]
- 2023: Aablan[12]
- 2024: Field Of Gold[13]